# Tribrachys
Tribrachys (altgriechisch τρίβραχυς ‚dreifach kurz‘) bezeichnet in der antiken Verslehre einen einfachen Versfuß aus drei kurzen Silben nach dem Schema ◡◡◡, der in metrischen Formen nur als Auflösung des Jambus oder Trochäus vorkommt. „Auflösung“ bedeutet, dass die lange Silbe des Versfußes durch zwei kurze ersetzt wird.
Der Tribrachys wird bei den antiken Autoren gelegentlich auch als Choreios bezeichnet, was sonst ein Synonym für den Trochäus ist.